# Hanaskogsäpple

Hanaskogsäpple (litografi av målning av Henriette Sjöberg (1842–1915)).

Hanaskogsäpple är en äppelsort. Sorten uppdragen på 1880-talet vid Hanaskog i Skåne. Frukten är över medelstorlek, plattrund, med kort stjälk i ganska djup håla. Till färgen är den vitgul. Köttet är vitt. Vid full utveckling är Hanaskogsäpplet en mycket god bordsfrukt. Frukten angripes praktisk tagit ej av skorv. Motståndskraftig mot Monilia.